# Тімо Баумгартль
Тімо Баумгартль (нім. Timo Baumgartl, нар. 4 березня 1996, Беблінген) — німецький футболіст, захисник клубу «Шальке 04».

## Клубна кар'єра
Народився 4 березня 1996 року в місті Беблінген. Вихованець юнацьких команд футбольних клубів «Майхінген» та «Ройтлинген». З 15 років знаходиться в системі «Штутгарта». 18 грудня 2013 дебютував у третій німецькій лізі за другу команду «Штутгарта» в поєдинку проти другої команди дортмундської «Боруссії».
8 листопада 2014 року дебютував у Бундеслізі, в поєдинку першої команди «Штутгарта» проти «Вердера», вийшовши на заміну на 65-ій хвилині замість Даніеля Шваба. Добре зарекомендував себе, ставши футболістом основного складу. 26 січня 2015 року продовжив свій контракт до 2018 року. 11 серпня того ж року активізував опцію продовження контракту до 2020 року. Станом на 20 червня 2019 року відіграв за штутгартський клуб 115 матчів в національному чемпіонаті.

## Виступи за збірні
2011 року дебютував у складі юнацької збірної Німеччини, взяв участь у 10 іграх на юнацькому рівні.
З 2016 року залучався до матчів молодіжної збірної Німеччини, у її складі поїхав на молодіжний чемпіонат Європи 2019 року в Італії.

## Статистика виступів

### Статистика клубних виступів
| Сезон                   | Команда                 | Чемпіонат               | Чемпіонат | Чемпіонат | Національний кубок | Національний кубок | Національний кубок | Континентальні кубки | Континентальні кубки | Континентальні кубки | Інші змагання | Інші змагання | Інші змагання | Усього | Усього |
| Сезон                   | Команда                 | Ліга                    | Ігор      | Голів     | Ліга               | Ігор               | Голів              | Ліга                 | Ігор                 | Голів                | Ліга          | Ігор          | Голів         | Ігор   | Голів  |
| ----------------------- | ----------------------- | ----------------------- | --------- | --------- | ------------------ | ------------------ | ------------------ | -------------------- | -------------------- | -------------------- | ------------- | ------------- | ------------- | ------ | ------ |
| 2013–14                 | «Штутгарт» II           | 3Л                      | 6         | 1         | -                  | -                  | -                  | -                    | -                    | -                    | -             | -             | -             | 6      | 1      |
| 2014–15                 | «Штутгарт» II           | 3Л                      | 16        | 2         | -                  | -                  | -                  | -                    | -                    | -                    | -             | -             | -             | 16     | 2      |
| 2015–16                 | «Штутгарт» II           | 3Л                      | 1         | 0         | -                  | -                  | -                  | -                    | -                    | -                    | -             | -             | -             | 1      | 0      |
| Усього за «Штутгарт ІІ» | Усього за «Штутгарт ІІ» | Усього за «Штутгарт ІІ» | 23        | 3         |                    | -                  | -                  |                      | -                    | -                    |               | -             | -             | 23     | 3      |
| 2014–15                 | «Штутгарт»              | БЛ                      | 20        | 0         | КН                 | 0                  | 0                  | -                    | -                    | -                    | -             | -             | -             | 20     | 0      |
| 2015–16                 | «Штутгарт»              | БЛ                      | 19        | 0         | КН                 | 2                  | 0                  | -                    | -                    | -                    | -             | -             | -             | 21     | 0      |
| 2016–17                 | «Штутгарт»              | 2БЛ                     | 29        | 1         | КН                 | 1                  | 0                  | -                    | -                    | -                    | -             | -             | -             | 30     | 1      |
| 2017–18                 | «Штутгарт»              | БЛ                      | 29        | 0         | КН                 | 2                  | 0                  | -                    | -                    | -                    | -             | -             | -             | 31     | 0      |
| 2018–19                 | «Штутгарт»              | БЛ                      | 7         | 0         | КН                 | 1                  | 0                  | -                    | -                    | -                    | -             | -             | -             | 8      | 0      |
| Усього за «Штутгарт»    | Усього за «Штутгарт»    | Усього за «Штутгарт»    | 104       | 1         |                    | 6                  | 0                  |                      | -                    | -                    |               | -             | -             | 110    | 1      |
| Усього за кар'єру       | Усього за кар'єру       | Усього за кар'єру       | 127       | 4         |                    | 6                  | 0                  |                      | -                    | -                    |               | -             | -             | 133    | 4      |